# Jameson Mbilini Dlamini
Jameson Mbilini Dlamini (ur. prawdopodobnie 1921 , zm. 5 czerwca 2008) – suazyjski polityk, książę.
Pełnił funkcję ministra pracy. Od 4 listopada 1993 do 8 maja 1996 stał na czele rządu.